# Таря Турунен
Таря Сойле Сузана Турунен-Кабули (на фински: Tarja Soile Susanna Turunen-Cabuli или просто Tarja Turunen) е финландска певица сопран. Вокалистка на симфоничната метъл група Найтуиш от 1996 г. до 2005 година.
През 2004 г. започва самостоятелната си кариера. Тя експериментира с различни жанрове, от симфоничен и пауър метъл до алтернативен рок, всички смесени с класическа музика.

## Биография
Родена е на 17 август 1977 г. в Китее, Финландия. Като малка започва с уроци по пиано, след това изучава флейта. Учила е класическо пеене и музикален театър в „Гимназията за изкуство и музика“ в Савонлина. На 18 години се мести в град Куопио, където изучава църковно пеене в клона на Музикалната Академия Сибелиус. Но заради ангажиментите с групата се налага да прекъсне още след втората година. По-късно завършва образованието си с класическо пеене в консерваторията в Карлсруе, Германия. Нейният глас е лиричен сопран с диапазон 4 октави. Споделя, че за нея музиката е както работа, така и хоби.
Гласовете, будещи най-голямо възхищение у нея, са тези на Селин Дион и Ане Софи фон Отер. Любимият ѝ композитор е Йоханес Брамс.
Освен гласовите качества, тя умее да свири на пиано много добре и често го прави на концертите си, акомпанирайки песните. Учила е и флейта. Вокалистка е на Nightwish от самото създаване на групата – 1996 г., когато Туомас Холопайнен я кани да участва в неговия акустичен проект. С тях има издадени пет албума и е участвала в две световни турнета – „From Wishes to Eternity“ и „Once Upon a Tour“. Работата с групата се отразява отлично на вокалната техника на Турунен – разликата в изпълненията от първия и последния албум е осезателна. Пее с Nightwish до 22 октомври 2005, когато чрез отворено писмо останалите от групата обявяват, че прекъсват работата си с нея. Причините за изгонването ѝ, посочени в писмото, са промяна в отношението ѝ и поставяне на материалните ѝ интереси на преден план. Отговорът от нейна страна, пак чрез отворено писмо, изразява ясно позицията на Турунен – тя е озадачена и разочарована от това, че останалите членове на групата са взели това решение, без да обсъдят проблема с нея самата.
Участва и в няколко песни на аржентинската метъл група Beto Vazquez Infinity. Записала и вокална партия и участва в клипа на песента „Leaving You for Me“ на немския победител от конкурса „Star Search“ Мартин Кесиджи.
Турунен има един самостоятелно издаден сингъл от 2004 г. – „Yhden Enkelin Unelma“ („Мечтата на един ангел“), който съдържа две финландски коледни песни. През август 2006 регистрираните продажби на диска надхвърлят 10 000 копия, заради което ѝ е присъден платинен сертификат.
През декември 2003 г. е поканена в Президентския дворец в Хелзинки от президента на Финландия Таря Халонен и нейния съпруг по случай честването на финландския Ден на Независимостта – едно от най-големите медийни събития в страната. Националната телевизия YLE, отразяваща събитието, обявява Турунен за най-елегантно облечената дама.
През последните няколко години се изявява изключително активно и като изпълнител на класическа музика. Имала е участия в няколко държави като солист в Noche Escandinava – изпълнения на песни от скандинавски композитори. Пее и в „Евангелистът“ („Evankeliumi“) – съвременна балетна постановка на Финландската национална опера, поставяна от 1999.
През Декември 2005 г. Таря Турунен, заедно с камерен оркестър и пиано, изнася самостоятелни коледни концерти във Финландия, Германия, Испания и Румъния. Турнето включва изпълнения на арии и песни от Бах („Quia respexit“ от „Магнификат“), Моцарт („Agnus dei“ от „Коронационна меса“), Сибелиус, Шуберт („Аве Мария“) и др., а така също и на традиционни и популярни коледни песни като „Happy New Year“ на ABBA и „Walking in the Air“.
През април 2006 пее в шведския мюзикъл „Spin“, а през юли същата година, заедно с Раимо Сиркия (тенор) и в съпровод на Симфоничния оркестър на град Куопио, изпълнява арии от известни опери, части от мюзикъли и песни на Оперния фестивал в Савонлина. През септември е планиран и друг концерт, отново с участието на тенора Сиркия.
През юни 2006 Турунен влиза в студио за записите на нов коледен албум – „Henkäys Ikuisuudesta“ (на български: „Въздишка от рая“). На 25 октомври излиза сингълът „You Would Have Loved This“, а самият албум е издаден на 8 ноември същата година в родината на Таря – Финландия, както и в Аржентина. В края на 2006 стартира коледното ѝ турне Breath From Heaven Tour 2006, като последните 2 концерта от него са в Москва и Санкт Петербург. Избрана е за най-добра финландска певица на годината от списание Iltalehti.
През януари 2007 записва песента „In the Picture“, композирана от руския китарист Виктор Смолский. През октомври 2007 издава сингъла I Walk Alone, а в края на годината и първият си самостоятелен албум – My Winter Storm, съдържащ оперни, поп и рок песни. След издаването на албума, Таря изнася 10 концерта през ноември и декември 2007. На следващата година участва на фестивала Wave-Gotik-Treffen в Лайпциг.
През 2010 певицата взима участие в последния албум на Скорпиънс Sting in the Tail, като изпява песента The Good Die Young в дует с вокалиста на групата Клаус Майне. В началото на февруари същата година започват записите по новият албум на Таря, който излиза на 6 септември. Певицата сама композира песните си и сама продуцира албума, озаглавен What Lies Beneath. Албумът ѝ достига челните позиции в чартовете на Бразилия и Италия. В песента Anteroom Of Death участва немската група Van Canto. Също така участва в турнето на Алис Купър в Германия.
Същата година Таря участва на фестивалите Graspop Metal Meeting и Wacken Open Air, а албумът ѝ с коледни песни Henkäys Ikuisuudesta е преиздаден. През лятото на 2011 участва на фестивала Рок над Волга, където изпява дует с Валерий Кипелов – един от най-популярните певци в руския рок. Двамата изпълняват песента „Я здесь“ от албумът на Кипелов „Реки Времен“. Първият албум на Турунен „My Winter Storm“ добива златен статут с Германия през август 2011. Таря става единственият финландски изпълнител със златен албум в Германия като солов изпълнител и като член на група.
През 2012 Таря изнася 6 концерта в Русия, посещавайки Москва, Нижни Новгород, Екатеринбург, Санкт Петербург, Краснодар и Ростов на Дон. На 28 ноември 2012 певицата ражда дъщеря, която кръщава Наоми. В началото на 2013 Турунен започва записите по новия си албум „Colours in the dark“, като е пуснат пилотният сингъл „Never enough“, чийто видеоклип излиза на 31 май 2013, а в края на годината предстои издаването на DVD на турнето „Beauty and The Beat tour“.
През септември 2013 г. се разбира, че Таря ще участва в записа на пилотната песен (и видео клип) Paradise на Within Temptation, която е представена на 27 септември. В началото на 2015 г. ще бъде част от журито на Гласът на Финландия.

## Значими концерти и турнета

### С Найтуиш
- The First Tour of the Angels (1997 – 1998)
- Oceanborn Europe Tour (1999)
- Евангелистът (мюзикъл на Финландската национална опера) (1999 – 2001)
- Wishmaster World Tour (2000 – 2001)
- Noche Escandinavia I (Григ, Сибелиус, Р. Щраус, Брамс, Де Фала) (2002)
- World Tour of the Century (2002 – 2003)
- Once Upon a Tour (2004 – 2005)

### Самостоятелни турнета
- Коледен концерт (Моцарт, Бах, Сибелиус и др.) (2003)
- Noche Escandinava II (Мериканто, Сибелиус, Мелартин, Килпинен) (2004)
- Ромео и Жулиета (мюзикъл на Финландската национална опера) (2004)
- Коледно турне (Моцарт, Бах, Шуберт, Форе, Сибелиус) (2005)
- Spin (мюзикъл на националния театър в Хелзинки) (2006)
- Участие на Оперния фестивал в Савонлина: (арии от Верди, Дворжак и Пучини; песни от Андрю Лойд Уебър; симфонични версии на песни на Nightwish) (2006)
- Breath from Eternity Tour (2006)
- Storm World Tour (2007 – 2009)
- What Lies Beneath Tour (2010 – 2012)
- Christmas in the Heart Tour (2012)
- Beauty and the Beat World Tour (2013 – 2016)
- Colours in the Dark World Tour (2013 – 2015)
- Christmas Tour 2013
- Christmas Tour 2014
- Ave Maria Christmas Tour 2015
- The Shadow Shows World Tour (2016 -
- Concerts for a dark Christimas 2017

## В България
На 28 октомври 2008 г. Таря Турунен изнася първият си концерт в България. Концертът се състоя в зала „Фестивална“, след като билетите за предварително обявената зала „Универсиада“ са напълно разпродадени. Турунен изпълнява предимно песни от албума си „My Winter Storm“, но също така изпява и няколко от емблематичните хитове на Nightwish, записани докато тя е все още тяхна вокалистка. Песните, които изпълнява на концерта, са:
1. „Boy And The Ghost“
2. „Lost Northern Star“
3. „My Little Phoenix“
4. „Passion And The Opera“
5. „The Seer“
6. „Dead Gardens“
7. „I Walk Alone“
8. „Ciaran's Well“
9. „Sing For Me“
10. „Nemo“
11. „Enough“
12. „Minor Heaven“ – „The Reign“ – „Oasis“ (медли)
13. „Poison“
14. „Wishmaster“
15. „Die Alive“
16. „Calling Grace“
17. „Over The Hills and Far Away“ (бис)

През 2009 година, ангелът на Скандинавия не пропуска България и на 12 октомври 2009 г. Таря Турунен посещава отново България за своя втори концерт в страната. Напливът за билети е не по-малък, и зала „Универсиада“ едва побира разнообразното множество почитатели на Кралицата на хевиметъла. Таря Турунен се обосновава напълно като такава с грандиозно представление за своите почитатели. Те ѝ се отплащат с любов и сълзи от радост, накарали финландската хевиметъл прима бързо да обещае скорошно завръщане сред българската си публика с нов албум и концерт. Песните изпълнени на концерта са:
1. „Enough“
2. „My Little Phoenix“
3. „She Is My Sin“
4. „Damned And Divine“
5. „Minor Heaven“
6. „I Walk Alone“
7. „Ciarans Well Drum Solo“
8. „Ciarans Well“
9. „Tired Of Being Alone“
10. „Lost Northern Star“
11. „Poison“
12. „Oasis“
13. „Nemo“
14. „Sing For Me“

Бис (петкратен)
1. Акустичен сет, изпълнен сред публиката в залата – "Wisdom of Wind; Boy And The Ghost; Our Great Divide; Calling Grace“
2. „If You Believe“
3. „Deep Silent Complete“
4. „Die Alive“
5. „Sleeping Sun“

На 23 юли 2010 г. Таря е сред хедлайнерите на Каварна рок фест, наред с Leaves Eyes, Epica, Doro Pesch. Това е т.нар. „дамски ден“ от феста и всяка от дамите, макар различни по стил, разтърсва публиката.
Година по-късно, този път в Пловдив на 21 септември 2011, Таря и Майк Терана изнасят спектакъла „Beauty and the Beat“ като част от инициативата SOUNDS OF THE AGES. Класическа музика, мощните сола на Терана (гарнирани с малко театър) и лиричните песни на Таря се смесват в еклектичен микс. Оркестърът и хорът на Пловдивската филхармония допълват спектакъла. Въпреки дъждът, който започва скоро след началото на концерта, публиката не напуска Античния театър (впечатляващ фон за шоуто).
На 27 януари 2012 г. Таря и Терана изнасят поредният концерт в България, отново в София, но този път в новата зала „Арена Армеец“. Поради снеговете в Централна и Източна Европа и проблеми с пътуването на Таря и групата, концертът се проведе ден по-късно от първоначално обявената дата.
През 2013 Таря отново има концерт в България, този път в Зала 1 на НДК на 30 март 2013 г. Тя представя „Beauty and the Beat“, отново заедно със симфоничен оркестър и хор.
На 3 ноември 2014 г. в зала Универсиада се състоя поредният концерт на Таря, част от турнето и „Colours in the Road“.
На 18 декември 2015, Таря изнася Коледен концерт в Зала България, част от коледното ѝ турне „Ave Maria en plein Air“ след издаването на първия ѝ солов албум с класическа музика със същото заглавие.
На 7 февруари 2017 е планиран концерт в Зала Универсиада, част от турнето „The Shadow Shows“.

## Дискография

### С Найтуиш
Албуми
- „Angels Fall First“ (1997)
- „Oceanborn“ (1998)
- „Wishmaster“ (2000)
- „Century Child“ (2002)
- „Once“ (2004)

EP-та
- „Over the Hills and Far Away“ (2001)

Лайв албуми
- „From Wishes to Eternity“ (2001)
- „End of Innocence“ (2003)
- „End of an Era“ (2006)

Компилации
- „Wishmastour 2000“ (2001)
- „Tales from the Elevenpath“ (2004)
- „Bestwishes“ (2005)
- „Highest hopes“ (2005)

Сингли
- „The Carpenter“ (1997)
- „Sacrament of Wilderness“ (1998)
- „Walking in the Air“ (1999)
- „Sleeping sun“ (1999)
- „Deep Silent Complete“ (2000)
- „Ever Dream“ (2002)
- „Bless the Child“ (2002)
- „Nemo“ (2004)
- „Wish I Had an Angel“ (2004)
- „Kuolema Tekee Taiteilijan“ (2004)
- „The Siren“ (2005)
- „Sleeping sun 2005“ (2005)

### Самостоятелни издания
Албуми
- „Henkäys ikuisuudesta“ (2006)
- „My Winter Storm“ (2007)
- „What Lies Beneath“ (2010)
- „Colours in the Dark“ (2013)
- „Ave Maria - En Plein Air“ (2015)
- „The Shadow Self“ (2016)
- „From Spirits and Ghosts (Score for a Dark Christmas) (2017)

EP-та
- „Yhden enkelin unelma“ (2004)
- „The Seer“ (2008)
- „Left in the Dark“ (2014)
- „The Brightest Void“ (2016)

Лайв албуми
- „In Concert – Live at Sibelius Hall“ (2011)
- „Act I: Live in Rosario“ (2012)
- „Beauty and the Beat“ (2014)
- „Luna Park Ride“ (2015)

Сингли
- „Yhden Enkelin Unelma“ (2004)
- „You Would Have Loved This“ (2006)
- „I Walk Alone“ (2007)
- „Die Alive“ (2008)
- „Enough“ (2009)
- „Falling Awake“ (2010)
- „I Feel Immortal“ (2010)
- „Until My Last Breath“ (2010)
- „Underneath“ (2011)
- „Into the Sun“ (2012)
- „Never Enough“ (2013)
- „Victim of ritual“ (2013)
- „500 Letters“ (2013)
- „No Bitter End“ (2016)
- „Innocence“ (2016)
- „Demons in you“ (2016) c Алиса Уайт-Глуз
- „An Empty Dream“ (2017)
- „O Come, O Come, Emmanuel“ (2017)
- „O Tannenbaum“ (2017)
- „Feliz Navidad“ (2017)

### Частични участия
- Beto Vazquez Infinity – Infinity (2001); песни:
  - „Until Dawn (Angels of Light)“
  - „Wizard“
  - „Sadness in the Night“
  - „The Laws of the Future“
  - „Promises Under the Rain“
  - „Tuulikello“
- Romeo ja Julia (Ромео и Жулиета) (2004)
  - солист
- Кристофер фон Дейлен (Schiller) – Tag und nacht (2005); песни:
  - „Tired of being alone“
- Мартин Кесиджи – So What...?! (2005); песни:
  - „Leaving You For Me“
- Nuclear Blast Allstars – Nuclear Blast All-Stars: Into the Light (2007); песни:
  - „In the Picture“
- Doro – Fear No Evil (2009); песни:
  - „Walking with the Angels“
- Scorpions – Sting in the Tail (2010); песни:
  - „The Good Die Young“
- Майк Олдфийлд – Tubular Beats (2013); песни:
  - „Never too Far“
- Angra – Angels Cry: 20th Anniversary Tour (2013); песни:
  - „Stand Away“
  - „Withering Heights“
- Within Temptation – Hydra (2014); песни:
  - „Paradise (What about us?)“
- Lörihen – Aún Sigo Latiendo (2015); песни:
  - „Castillos de papel (Paper Castles)“